# بالسورانو
بالسورانو (به ایتالیایی: Balsorano) یک منطقهٔ مسکونی در ایتالیا است که در استان لاکویلا واقع شده‌است.

## خصوصیات
بالسورانو ۵۷٫۹۸ کیلومترمربع مساحت و ۳٬۶۴۶ نفر جمعیت دارد و ۳۴۰ متر بالاتر از سطح دریا واقع شده‌است.